# Stenophantes herrerai
Stenophantes herrerai är en skalbaggsart som först beskrevs av Cerda 1987.  Stenophantes herrerai ingår i släktet Stenophantes och familjen långhorningar. Inga underarter finns listade i Catalogue of Life.